# Decio Azzolini (1623–1689)
Decio Azzolini (ur. 11 kwietnia 1623 w Fermo, zm. 8 czerwca 1689 w Rzymie) – włoski kardynał.

## Życiorys
Był synem Pompeo Azoliniego i Giulii Ruffo, a także krewnym kardynała Decio Azzolini. Studiował na uniwersytecie w Fermo, gdzie uzyskał doktoraty z teologii, filozofii, prawa cywilnego i kanonicznego. Po studiach, przybył do Rzymu, gdzie został sekretarzem kardynała Giovanniego Panciroli i przyjął święcenia kapłańskie. Wkrótce potem został szambelanem honorowym Jego Świątobliwości i prosekretarzem stanu. 2 marca 1654 został kreowany kardynałem diakonem i otrzymał diakonię Sant Adriano al Foro, urząd ten sprawował do 1568 roku. W latach 1668–1681 kardynał diakon Sant Eustachio.. Dzięki jego umiejętnościom dyplomatycznym, wyznaczono go do powitania w Rzymie królowej Szwecji Krystyny Wazy. Od 25 czerwca 1667 do 9 grudnia 1669 pełnił rolę sekretarza stanu. 22 grudnia 1681 został podniesiony do rangi kardynała prezbitera i otrzymał kościół tytularny Santa Croce in Gerusalemme. W latach 1683–1684 był kardynałem prezbiterem Santa Maria in Trastevere, a od 1684-1689 – kardynałem prezbiterem Santa Prassede. Uczestniczył we wszystkich konklawe od momentu promocji kardynalskiej, a na trzech z nich: w 1667, 1669-1670 i 1676 był liderem frakcji "Lotny szwadron", która głosiła niezależność od mocarstw świeckich.